# چرچ پوینت (نیو ساوت ولز)
چرچ پوینت (به انگلیسی: Church Point) یک حومه شهر در استرالیا است که در نیو ساوت ولز واقع شده‌است.